# Eldar Mahmudov

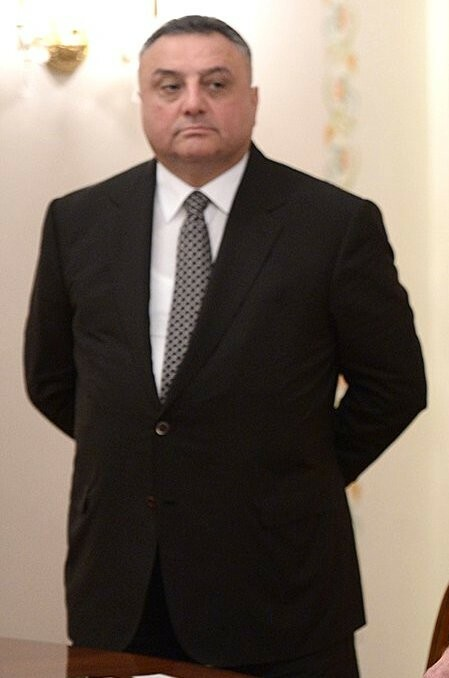
Eldar Mahmudov

Eldar Əhməd oğlu Mahmudov (* 1. Januar 1956 in Baku, Aserbaidschanische Sozialistische Sowjetrepublik, UdSSR) ist der ehemalige Minister für Nationale Sicherheit der Republik Aserbaidschan.

## Frühes Leben / Karriere
Eldar Mahmudov wurde 1956 in Baku, in eine Familie von Wissenschaftlern geboren. Die Familie des Vaters stammt ursprünglich aus dem Dorf Şahtaxtı in der Region Şərur der Autonomen Republik Nachitschewan. Im Jahr 1978 absolvierte er das nach Dadaş Bünyadzadə benannte Institut für Volkswirtschaft, Finanz- und Kreditwesen. 1993 erwarb er einen zweiten Universitätsabschluss in Rechtswissenschaften an der Staatlichen Universität Baku. Er diente früher bei den Streitkräften der UdSSR.
Von 1980 bis 2004 war Mahmudov in Behörden für innere Angelegenheiten tätig, zunächst in der Aserbaidschanischen Sozialistischen Sowjetrepublik (bis 1991) und danach im Innenministerium der Aserbaidschanischen Republik. Zu seinen Aufgaben gehörten die Verhinderung des organisierten Verbrechens und strafrechtliche Ermittlungen.
Im Jahr 1992 wurde er zum Leiter der Abteilung für Drogenbekämpfung des Innenministeriums der Republik Aserbaidschan ernannt, später wurde er zum stellvertretenden Leiter dieser Abteilung befördert.
In den Jahren 1993 bis 2003 war er Leiter der Abteilung für Wirtschaftskriminalität und des Büros für operative Wirtschaftskoordination. Anfang 2004 wurde Mahmudov zum Leiter der Hauptdirektion für die Bekämpfung des illegalen Drogenhandels Aserbaidschans ernannt.
Mahmudov vertrat Aserbaidschan in verschiedenen internationalen Organisationen sowie auf Konferenzen und Seminaren zu den Themen Krieg gegen Terrorismus, Korruption, Menschenhandel und illegalen Drogenhandel in verschiedenen Ländern der Welt. Er war direkt an der Ausarbeitung zahlreicher internationaler Rechtsinstrumente beteiligt, darunter des Übereinkommens der Vereinten Nationen gegen Korruption. Am 23. Juli 2004 wurde er von Präsident İlham Əliyev zum Minister für nationale Sicherheit Aserbaidschans ernannt und erhielt den militärischen Rang eines Generalmajors.
Mit dem Amtseintritt von Mahmudov wurden personelle und strukturelle Reformen durchgeführt, die positive Ergebnisse im Kampf gegen den Terrorismus und andere schwere Verbrechen wie Entführung, Mord, Drogenhandel und Cyberkriminalität erzielten.
Mit dem Befehl des Präsidenten der Republik Aserbaidschan vom 16. März 2005 wurde ihm der militärische Rang eines Generalleutnants und mit einem nachfolgenden Befehl vom 27. März 2014 der höchste militärische Rang eines Generalobersten verliehen. Am 17. Oktober 2015 wurde Eldar Mahmudov durch Befehl von Präsident İlham Əliyev von seinem Amt als Minister für nationale Sicherheit der Republik Aserbaidschan entbunden.

## Erfolge des Ministeriums für nationale Sicherheit unter Eldar Mahmudov
Als Minister für nationale Sicherheit, beaufsichtigte Eldar Mahmudov viele wichtige Vorgänge.

### Verhinderung des Attentatsversuch auf Präsident Əliyev und des terroristischen Anschlags auf den Eurovision Song Contest
Im Mai 2012 wurde bei einer groß angelegten Operation in Aserbaidschan ein Versuch, Präsident Əliyev zu ermorden, sowie ein geplanter terroristischer Anschlag auf den Eurovision Song Contest 2012 in Baku verhindert.
Der fehlgeschlagene Versuch, das Leben von Präsident Əliyev zu gefährden, fand im Nordwesten Aserbaidschans statt, wo das Ministeriums für nationale Sicherheitskräfte entschlossene Maßnahmen ergriff, um die Bedrohung zu neutralisieren.
Eine transnationale Terroristengruppe hatte einen koordinierten Angriff geplant, der darauf abzielte, eine hohe Anzahl von Opfern zu töten und zu verstümmeln. Der Angriff sollte gezielt gut besuchte Orte treffen, an denen viele Opfer zu beklagen wären.
Die Terroristen planten, angesehene Hotels, religiöse Zentren, Wallfahrtsorte und andere Orte ins Visier zu nehmen, die zu maximalen Opfern führen könnten. Strafverfolgungsbeamte und Verwaltungszentren in ganz Aserbaidschan wurden ebenfalls von der gut vorbereiteten und ausgerüsteten Terroristengruppe ins Visier genommen.
Aufgrund von Geheimdienstinformationen führte das Ministerium für nationale Sicherheit unter der Leitung von Eldar Mahmudov groß angelegte Operationen in einer Reihe aserbaidschanischer Städte durch. Darunter Baku, Gəncə und Sumqayıt sowie in weiteren Städten, die von Terroranschlägen bedroht waren.
Die Terroristen hatten es gezielt auf den Eurovision Song Contest 2012 in Baku abgesehen, in der Hoffnung, eine internationale Gräueltat zu begehen, die weltweite Aufmerksamkeit erregen würde. Infolge der Anti-Terror-Operation wurde ein berüchtigter Anführer der organisierten Gruppe, Vugar Padarov, zusammen mit einer Reihe anderer Terroristen getötet.
Renommierte Hotels wie das Hilton Baku und das JW Marriot Hotel Absheron waren Ziele der Terroristengruppen, ebenso die Bakı Kristal Zalı, Austragungsort des Eurovision Song Contest 2012. Die Terroristen hatten Sprengsätze in Autos vor verschiedenen Hotels und dem Austragungsort des Eurovision Song Contest platziert. Jedoch konnten die vom Ministerium für nationale Sicherheit beschlossenen Maßnahmen zur Terrorbekämpfung den Versuch stoppen, der zu vielen Opfern geführt hätte.
Eine Reihe von Terroristen wurden durch Sicherheitskräfte des Ministeriums für nationale Sicherheit getötet, es kam zu mehreren Verhaftungen und Verurteilungen.

### Operation „Qara kəmər“
Im März 2005 führte Mahmudov die Operation „Qara kəmər“ („Schwarzer Gürtel“) zur Rettung von Zamirə Hacıyeva durch, der Frau des Vorsitzenden der Internationalen Bank von Aserbaidschan, Cahangir Hacıyev, die im Februar 2005 von einer kriminellen Bande entführt worden war. Die Bewegungen dieser Bande wurden jedoch bereits vom Ministerium für nationale Sicherheit überwacht.
Die Operation gegen die organisierte Verbrechergruppe, die seit 1996 Entführungen, Morde und andere schwere Verbrechen begangen hatte, war ein Erfolg. Während der Ermittlungen wurden mehr als 50 Verbrechen aufgedeckt, darunter Mord, Entführung und andere schwere Delikte.
Die Verbrecherbande bestand aus hochrangigen Polizeibeamten, diese wurden von Oberstleutnant Hacı Məmmədov, leitender Mitarbeiter der Hauptdirektion für kriminelle Geheimdienste des Innenministeriums, geführt.
Die Bande hatte über einen Zeitraum von neun Jahren mindestens ein Dutzend Angehörige von bekannten Geschäftsleuten in Aserbaidschan entführt, um Lösegeld zu erpressen. Gleichzeitig wurden 13 weitere Mitglieder der Entführergruppe in ganz Aserbaidschan festgenommen, darunter auch Staatsbürger der Russischen Föderation und Tschetscheniens.

### Operation „Qartal“
Die Operation "Qartal" („Adler“) war eine groß angelegte Anti-Terror-Operation in den nördlichen Gebieten Aserbaidschans, die vom Ministerium für nationale Sicherheit der Republik Aserbaidschan unter der Leitung von Eldar Mahmudow durchgeführt wurde. Ihr Ziel war es, die Führer der Bande „Meşə qardaşları“ („Brüder des Waldes“), einer berüchtigten Terroristengruppe mit Sitz in der Qusar-Region Aserbaidschans, zu konfrontieren und zu eliminieren.
Am 25. August 2008 befand sich die Bande in einem Wald zwischen den Dörfern Avaran und Xurel in der Region Qusar. Spezialeinheiten erhielten den Befehl, gegen die Terroristen vorzugehen, die mit Maschinengewehren und Granaten das Feuer eröffnet hatten. Die Militanten flohen vom Ort des Geschehens und es kam zu einer Verfolgungsjagd mit Kampfhubschraubern und gepanzerten Fahrzeugen. Illegal gelagerte Waffen und Literatur wie „Dschihad und Terrorismus propagieren“, wurden durch die Sicherheitskräfte beschlagnahmt.
Ein Sonderplan wurde ausgearbeitet und eine Anti-Terror-Operation wurde von den Spezialkräften der Qartal-Einheit des Ministeriums für nationale Sicherheit durchgeführt. Am 6. September 2008 wurden die Terroristen in einem Haus am Rande der Stadt Qusar umzingelt. Drei bewaffnete Männer wurden bei einem Gefecht mit Spezialkräften getötet, wobei der Anführer der Terroristen, İlqar Mollaçiyev, entkommen konnte. Am 7. September 2008 wurde er in Dagestan von Streitkräften des Innenministeriums aufgespürt und getötet.

### Drogenkrieg
2007 intensivierte das Ministerium für nationale Sicherheit unter Eldar Mahmudov seine Bemühungen zur Bekämpfung des Schmuggels illegaler Drogen in das Land. Mit einer Reihe von Initiativen wurde gegen das organisierte Verbrechen vorgegangen, das Drogen aus dem Iran, Afghanistan und anderen Ländern nach Aserbaidschan einschleuste. Es kam zu Beschlagnahmungen und Festnahmen. Im April 2007 wurde berichtet, dass eine organisierte Verbrechergruppe beim Drogenschmuggel entlang der Route zwischen dem Iran, Aserbaidschan, Russland und Japan abgefangen worden war. Dabei wurden 68 Kilogramm Rauschgift beschlagnahmt.
Im Juni 2007 wurde bekannt gegeben, dass das Ministerium für nationale Sicherheit durch geheimdienstliche Operationen, die Verteilung von mehr als 250 Kilogramm Rauschgift durch kriminelle Banden verhindert hat. Im Juli wurde im Rahmen einer gemeinsamen Operation des Ministeriums für nationale Sicherheit und des aserbaidschanischen staatlichen Ordnungsdienstes eine organisierte Bande von Drogenschmugglern abgefangen. Eine beträchtliche Menge an Heroin und Haschisch wurde beschlagnahmt und somit ein illegaler Handel verhindert.
Bis September 2007 wurde eine Reihe von Drogenschmuggler-Banden ins Visier genommen und abgefangen, wobei das Ministerium für nationale Sicherheit über 150 Kilogramm harte Drogen beschlagnahmte.
Während der Amtszeit von Eldar Mahmudov als Minister für Nationale Sicherheit der Republik Aserbaidschan wurden jedes Jahr über eine Tonne Drogen abgefangen.

### Terrorismusbekämpfung
Während der Amtszeit von Eldar Mahmudov führte das Ministerium für nationale Sicherheit zahlreiche Operationen zur Terrorismusbekämpfung erfolgreich durch. Ausländische Terroristengruppen, darunter auch Al-Qaida-Zellen, wurden neutralisiert und ihre Anführer verhaftet oder eliminiert.
2006 wurde eine aus Armenien stammende Terroristengruppe abgefangen und ihre Pläne, die Ölpipeline Baku-Tiflis-Ceyhan anzugreifen, verhindert.
2007 wurden Terroranschläge und Sabotageakte in Baku verhindert. Im November desselben Jahres, wurde eine radikale Gruppe mit Al-Qaida-Verbindungen neutralisiert. Es wurde festgestellt, dass die Gruppe einen hochrangigen Al-Qaida-Flüchtigen namens Abu Jafar beherbergte, der aus Aserbaidschan herausgeschmuggelt werden sollte. Im Juli 2008 forderte der Staatsanwalt lange Haftstrafen für die Terroristengruppe und Abu Jafar, der für vierzehn Jahre ins Gefängnis kam.
Ende 2009 verhinderte das Ministerium für nationale Sicherheit den Plan einer organisierten Gruppe, große Mengen an Waffen aus Georgien ins Land zu schmuggeln, um terroristische Aktivitäten in Aserbaidschan zu organisieren.
Das Ministerium für nationale Sicherheit bekämpfte auch den Cyber-Terrorismus und identifizierte im Mai 2011 erfolgreich aserbaidschanischsprachige Internetseiten, die ihren Sitz im Ausland hatten. In enger Zusammenarbeit mit dem Ministerium für Kommunikation und Informationstechnologien wurden die Internetseiten gesperrt, die Informationen zur Verbreitung nationaler und religiöser Konfrontationen, Methoden zur Rekrutierung von Terroristen und Anleitungen zur Herstellung improvisierter Sprengsätze enthielten.
Ein schwerer Terroranschlag, die geplante Ermordung einer Persönlichkeit des öffentlichen Lebens, wurde im Januar 2012 vom Ministerium für nationale Sicherheit verhindert, als eine vom Iran finanzierte und ausgerüstete organisierte Gruppe festgenommen und Schusswaffen, Sprengstoffe und Ausrüstung beschlagnahmt wurden. Es konnte festgestellt werden, dass die Waffen, der Sprengstoff und die Ausrüstung aus dem Iran stammten.
Im März 2012 führte eine Sonderoperation des Ministeriums für Nationale Sicherheit zu 22 Festnahmen aufgrund von Spionageaktivitäten gegen Aserbaidschan, die auf Befehl der iranischen Revolutionsgarde tätig waren.
Insbesondere wurde eine große Anzahl von Agenten enttarnt, die auf dem Territorium Aserbaidschans agierten und von Spezialdiensten ausländischer Staaten rekrutiert wurden.

## Auszeichnungen
- 1989: Medaille für Verdienste zum Schutz der öffentlichen Ordnung (UdSSR)
- 1989: Medaille für einwandfreien Dienst (UdSSR)
- Mahmudov wurde mit insgesamt 30 Ehrenzeichen und Medaillen der Aserbaidschanischen Republik ausgezeichnet.
  - 2005: Azərbaycan-Bayrağı-Orden - Aserbaidschanische Republik.
  - Ehrenoffizier des Ministeriums für Nationale Sicherheit der Aserbaidschanischen Republik.
  - Ausgezeichnet mit 19 Orden und Medaillen für Verdienste im Kampf gegen den Terrorismus in ausländischen Staaten.

## Familie
Eldar Mahmudov ist verheiratet und hat drei Kinder.